# Karakteristični polinom (linearna algebra)
Karakteristični polinom je polinom (mnogočlenik), ki ga lahko povezujemo s kvadratnimi matrikami. Ta polinom določa mnoge pomembne značilnosti matrik (npr. lastne vrednosti, determinante in sledi matrike).
Karakteristični polinom grafa je karakteristični polinom matrike sosednosti. 

## Definicija
Dano imamo kvadratno matriko {\displaystyle A\,} in zanjo želimo najti polinom, katerega rešitve so lastne vrednosti matrike {\displaystyle A\,}.
Za matriko {\displaystyle A\,} velja 
{\displaystyle A\mathbf {v} =\lambda \mathbf {v} ,\,}
To lahko napišemo kot 
{\displaystyle (\lambda I-A)\mathbf {v} =0\,}
kjer je
- {\displaystyle \mathbf {v} \neq 0} lastni vektor
- {\displaystyle I\,} enotska matrika
- {\displaystyle \lambda \,} je skalar

Matrika {\displaystyle \lambda I-A\,} je singularna (neobrnljiva), kar pomeni, da je njena determinanta enaka 0.
To tudi pomeni da so {\displaystyle \det(\lambda I-A)\,} lastne vrednosti matrike {\displaystyle A\,} oziroma, da je determinanta polinom za {\displaystyle \lambda \,}. 
Karakteristični polinom nad obsegom {\displaystyle K\,} za matriko {\displaystyle n\times n\,} označimo s {\displaystyle p_{A}(t)\,}. Določen je kot 
{\displaystyle p_{A}(t)=\det(tI-A)\,}
kjer je 
- {\displaystyle I\,} enotska matrika {\displaystyle n\times n\,}
- determinanta se vzame v kolobarju {\displaystyle K(t)\,}, to je kolobar polinomov za t nad kolobarjem {\displaystyle K\,}.

## Zgled
Določimo karakteristični polinom za matriko 
{\displaystyle A={\begin{bmatrix}2&1\\-1&0\end{bmatrix}}.}
Najprej moramo določiti determinanto  matrike
{\displaystyle tI-A={\begin{bmatrix}t-2&-1\\1&t\end{bmatrix}}}
Determinanta je enaka karakterističnemu polinomu, ki je v tem primeru
{\displaystyle (t-2)t-1(-1)=t^{2}-2t+1.\,\!}.

## Karakteristična enačba
Karakteristična enačba kvadratne matrike je enačba za spremenljivko {\displaystyle \lambda \,}
{\displaystyle \det(A-\lambda I)=0\,}.
Rešitve karakteristične enačbe so lastne vrednosti matrike.
Zgled:
Imamo matriko
{\displaystyle P={\begin{bmatrix}19&3\\-2&26\end{bmatrix}}}.
Karakteristična enačba je 
{\displaystyle {\begin{aligned}0&{}=\det(P-\lambda I)\\&{}=\det {\begin{bmatrix}19-\lambda &3\\-2&26-\lambda \end{bmatrix}}\\&{}=500-45\lambda +\lambda ^{2}\\&{}=(25-\lambda )(20-\lambda ).\end{aligned}}}.
Iz tega sledi, da sta lastni vrednosti enaki 20 in 25.

## Karakteristični polinom zmnožka dveh matrik
Če za matriki {\displaystyle A\,} (z razsežnostjo {\displaystyle m\times n\,}) in {\displaystyle B\,} (z razsežnostjo {\displaystyle n\times m\,}) velja, da je {\displaystyle m<n\,} in ima matrika {\displaystyle AB\,} razsežnost {\displaystyle m\times m\,} ter matrika {\displaystyle BA\,} razsežnost {\displaystyle n\times n\,}, potem sta karakteristična polinoma obeh zmnožkov matrik enaka:
{\displaystyle p_{AB}(t)=p_{BA}(t).\,}.

## Cayley-Hamiltonov izrek
Cayley-Hamiltonov izrek pravi, da vsaka kvadratna matrika nad komutativnim kolobarjem zadošča karakterističnemu polinomu. Torej, če je 
{\displaystyle p(\lambda )=\det(\lambda I_{n}-A)\,}
potem velja 
{\displaystyle p(A)=0.\,}.
To pomeni, da takrat, ko v karakteristični polinom namesto {\displaystyle \lambda \,} vstavimo matriko {\displaystyle A\,}, dobimo ničelno matriko (pri tem seveda potenciramo matriko, kjer je potrebno). Vsaka matrika zadošča svojemu lastnemu karakterističnemu polinomu.

## Nekatere značilnosti
- polinom {\displaystyle p_{A}(\lambda )\,} ima vodilni koeficient enak 1, njegova stopnja pa je {\displaystyle n\,}
- dve podobni matriki imata enaka karakteristična polinoma. Obratno pa ne velja:če imata dve matriki enaka karakteristična polinoma, nista nujno tudi podobni.
- matrika {\displaystyle A\,} in njena transponirana matrika imata enak karakteristični polinom.